# Linhart György-emlékérem

Linhart György-emlékérem

A Linhart György-emlékérem 2006. évi felirata

Linhart György portréja a tölgyfa faragványon - Fischl Géza munkája

A faragvány hátoldala a kitüntetettek nevével - Fischl Géza munkája

A Linhart György-emlékérmet Linhart György tiszteletére alapította 1993-ban a Magyar Növényvédelmi Társaság a növénykórtan kiemelkedő személyiségeinek évenkénti elismerésére.
Linhart György (1844-1925) fitopatológus, „a magyar növénykórtan atyja”, botanikus, a Magyaróvári Magyar Királyi Gazdasági Akadémia tanára, a Magyar Királyi Növényélet- és Kórtani Állomás megalapítója volt.
Az emlékérem tervezője Csiby Mihály. Ugyancsak az ő munkája a Vörös József mikológus tiszteletére alapított emlékérem is.
Az elismeréseket a Növényvédelmi Tudományos Napokon, rendszerint a Magyar Tudományos Akadémia dísztermében adják át a rákövetkező év február hónapjában. Az emlékérem és oklevél mellé a kitüntetett megkapja a tölgyből készített „vándor" fatáblát is, amely Fischl Géza növénykórtan-professzor faragványa Linhart György portréjával, a hátoldalán a kitüntetett nevének bevésésével és az „átmeneti birtoklás” évszámával. (Megjegyzés: a Magyar Helyesírás Szabályai 12. kiadás szerint az X Y-emlékérem kötőjellel írandó, azonban a kitüntetéseken és a Növényvédelem folyóirat megemlékezés cikkeiben mint „X Y Emlékérem” szerepelnek, 2024.)

## Az elismerést kapták
- Lehoczky János[6] (1992)
- Király Zoltán (1993)
- Igmándy Zoltán (1994)
- Szirmai János[7] (1995)
- Vajna László[8][9] (1996)
- Békési Pál[10] (1997)
- Gáborjányi Richard[11] (1998)
- Érsek Tibor (1999)
- Hornok László (2000)
- Süle Sándor[12] (2001)
- Virányi Ferenc[13] (2002)
- Fischl Géza[4][14] (2003)
- Szabó Ilona[15] (2004)
- Kövics György[16][17] (2005)
- Horváth József (2006)
- Véghelyi Klára[18] (2007)
- Gergely László[19] (2008)
- Folk Győző (2009)
- Petróczy István[20] (2010)
- Walcz Ilona[21] (2011)
- Dula Bencéné[22] (2012)
- Szécsi Árpád[23] (2013)
- Hevesi Mária[24] (2014)
- Pintér Csaba[25] (2015)
- Rozsnyai Zsuzsanna[26] (2016)
- Palkovics László Amand[27] (2017)
- Glits Márton[28]  (2018)
- Barna Balázs[29] (2019)
- Kölber Mária[30] (2020)
- Mikulás József[31][32] (2021)
- Balázs Ervin[33] (2022)
- Tóbiás István[34] (2023)
- Bakonyi József[35] (2024)